# Репрезентация
Репрезента́ция (лат. repraesentativus, от re- «пере-», «воз-/вос-», и praesetare «представлять») — многозначное понятие, широко употребляется в философии, истории, психологии, культурологии, социологии, социальном познании в целом.
В связи с тем, что русское слово «представление» является многозначным (англ. show, performance, presentation,  submission, introduction,  idea, notion, conception и др.), в тех случаях, когда речь идёт о представлении одного объекта посредством другого, в современном русском языке часто используется латинское слово репрезентация, как слово с более конкретным значением.

## История термина
В XVIII веке термин reprosentation [Орфография по: ''Фюретьер''. Всеобщий словарь. — 1727.] имел два основных значения: (1) репрезентация позволяет видеть нечто отсутствующее, при этом предполагается чёткое различение репрезентирующего субъекта и репрезентируемого объекта, и в этом значении представляет собой инструмент опосредованного познания мира посредством описания, изображения или другого представления объекта, как материального, так и духовного; (2) репрезентация являет присутствие, демонстрирует публике некую вещь или личность.
В XX века термин стал применяться также в двух значениях, но уже в других: (1) действие, в результате которого взгляду или уму кого-либо предстаёт нечто, придание чувственной воспринимаемости отсутствующему предмету или концепту посредством изображения, фигуры, знака и так далее; (2) замещение субъекта, действие вместо него при исполнении какого-либо долга, в частности, представительство при юридических действиях.

С начала восьмидесятых годов слово «репрезентация» стало в сфере гуманитарных наук поистине ключевым словом, если не сказать модным. — Гинзбург, 1998

## В философии
В философии репрезентация понимается как воспроизведение перцептивного опыта (виденного, слышанного и т. д.) человеком, с возможными изменениями представляемой информации вследствие влияния времени, состояния и избирательности памяти, эмоционального состояния в момент первичного восприятия и других психофизических факторов, способных исказить информацию поступающую в мозг человека (в частности, речь идет о внутренних психологических структурах, формирующихся в процессе жизни человека, в которых представлена сложившаяся у него картина мира, социума и самого себя, оказывающих непосредственное влияние на качество и саму возможность воспроизведения имеющейся у субъекта информации).

## В психологии
Термин репрезентация говорит нам о представленности, то есть опосредованом субъектом отражении/замещении объекта др. объектом в виде [образа] или «означающего». В качестве означающих Ж. Пиаже выделил признак, сигнал, символ и лингвистический знак (слово). Он утверждает, что «означающее» является продуктом символической функции, в которой «означаемое» является мотивом, а продуктом является «означающее».
Дифференциация «означаемого» и «означающего». Признак и сигнал являются означающими, которые близки своим означаемым. Они приводят к означаемому, как часть приводит к целому. Это уровень сенсомоторного поведения. Символ является означающим более высокого уровня абстракции, но громоздок и не удобен (или не предназначен) для логических операций. Слово как форма «означающего» высокого уровня абстракции является гибкой и достаточно компактной формой «означающего» подходящей для коммуникации и логических операций. Таким образом репрезентацию можно считать сложной многоуровневой системой «означающих», выражающих значения (идеи, понятия, синкретические образования мышления).